# Ковыктинское газоконденсатное месторождение

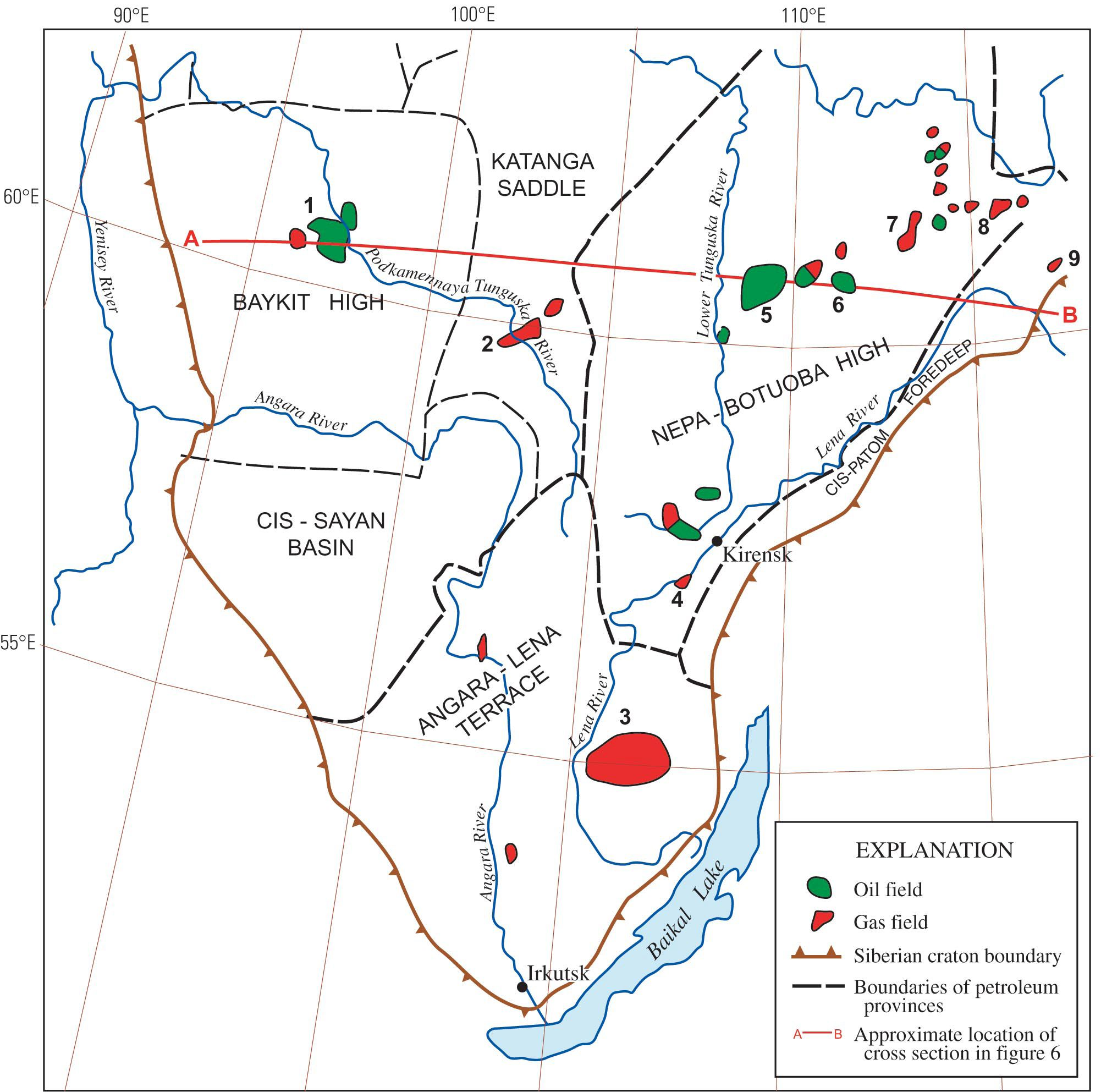
Месторождения нефти и газа в Восточной Сибири: (1) Юрубчено-Тохомское, (2) Соба, (3) Ковыктинское, (4) Марковское, (5) Верхнечонское, (6) Талаканское, (7) Среднеботуобинское, (8) Верхневилючанское, (9) Бысахтахское

Ковыктинское газоконденсатное месторождение (Ковыкта) — газоконденсатное месторождение в Иркутской области России, крупнейшее на востоке России по запасам газа. Является базовым для формирования Иркутского центра газодобычи и ресурсной базой для газопровода «Сила Сибири» и Амурского газоперерабатывающего завода наряду с Чаяндинским месторождением в Якутии.

## Месторождение
Месторождение расположено в необжитой местности на востоке Иркутской области, в 450 км к северо-востоку от Иркутска, на территории Жигаловского и Казачинско-Ленского районов. Территория месторождения представляет собой высокогорное плато, покрытое темнохвойной тайгой (в отдельных районах — на вечной мерзлоте). Рельеф осложнён многочисленными долинами — каньонами. Климат суровый, резко континентальный.
По размеру запасов (категории С1+С2) месторождение относится к категории уникальных: 2,7 трлн м³ газа и 90,6 млн тонн газового конденсата (извлекаемые) — в пределах лицензионных участков ПАО «Газпром» (Ковыктинский, Хандинский, Чиканский). Однако в 2019 году запасы были уточнены. По результатам разведочного бурения северо-восточный участок показал почти нулевой дебет скважин, запасы были уменьшены до 2,4 трлн м³. Планируемая проектная мощность — 25 млрд м³ газа в год.
Газ месторождения имеет сложный компонентный состав — кроме метана он содержит пропан, бутан и значительные объёмы гелия. Ценные компоненты ковыктинского газа будут выделяться на Амурском газоперерабатывающем заводе.
Помимо газа в 2025-м году Газпром планирует в рамках пилотного проекта добывать карбонат лития (LCE) из подземных рассолов уже пробуренных скважин, себестоимость добычи по прогнозам будет меньше, чем при добыче из руды в Мурманской области.

## История
Открыто в 1987 году по результатам нефтегазопоисковых работ (сейсморазведка, бурение ФУГП «Иркутскгеофизика», ФУГП «Востсибнефтегазгеология»).
Лицензией на разработку месторождения изначально владело ОАО «РУСИА Петролеум» (дочерняя компания «ТНК-BP» и компании «Интеррос»), однако компания свыше 10 лет не могла приступить к разработке Ковыкты: вначале этому мешали разногласия среди акционеров, а позже этому фактически препятствовал «Газпром». С 2002 «Газпром» пытался стать участником проекта и рассматривал (как монопольный владелец экспортных газопроводов России) возможность экспортировать ковыктинский газ. Но, не договорившись с акционерами «РУСИА Петролеум», менеджеры «Газпрома» передумали и насчёт экспорта и предложили газифицировать Иркутскую область без Ковыкты. С 2003 года Минприроды РФ неоднократно угрожало отозвать лицензию на месторождение в связи с длительной его неразработкой.
В феврале 2006 года «РУСИА Петролеум» предложила «Газпрому» создать консорциум для разработки Ковыктинского месторождения, в котором газовому концерну будет принадлежать 50 % плюс 1 акция.
В середине июня 2007 года «Газпром» и «ТНК-BP» достигли соглашения, в соответствии с которым предполагалось, что российско-британская компания продаст газовой монополии всю долю в «РУСИА Петролеум» и Восточно-Сибирской газовой компании; цена сделки ориентировочно оценивалась в $600–900 млн. Данная сделка, однако, не была совершена.
В июне 2010 года ТНК-BP подала в суд иск о банкротстве «РУСИА Петролеум». В итоге в марте 2011 года состоялся аукцион, на котором «РУСИА Петролеум» было куплено «Газпромом» за 22,3 млрд руб. (770 млн долл.). Таким образом «Газпром» получил лицензию на разработку Ковыктинского месторождения. В настоящее время месторождение находится в стадии опытно-промышленной эксплуатации. Ведутся геологоразведочные работы, проводятся исследования имеющегося фонда эксплуатационных скважин, а также испытания мембранной технологии извлечения гелия в промысловых условиях.
В 2020 году Газпром намерен удвоить количество испытательных скважин на месторождении (подрядчик — Газпром бурение).
21 декабря 2022 года Президент РФ Владимир Путин дал команду на начало работ по добычи газа на «Ковыктинском месторождении» и эксплуатации участка  «Ковыкта-Чаянда» магистрального газопровода «Сила Сибири». По словам Алексея Миллера все объекты строго по плану были построены за два года. При том, что их возведение происходило в «невообразимых, сверхтяжелейших климатических и геологических условиях». Генеральным подрядчиком по строительству объектов Ковыктинского ГКМ является АО «Газстройпром». Во время церемонии Президент РФ поинтересовался условиями работы и зарплатой вахтовиков. Владимир Путин отметил уникальность Ковыктинского месторождения, как крупнейшего в Восточной Сибири. После этого месторождение было официально введено в эксплуатацию  и добыча газа была начата.